# الدوري المالطي الممتاز 2007–08
الدوري المالطي الممتاز 2007–08 (بالإنجليزية: 2007–08 Maltese Premier League)‏ هو موسم من الدوري المالطي الممتاز. فاز فيه نادي فاليتا.